# L.A.F.U.
L.A.F.U.（ラフ）は、よしもとクリエイティブ・エージェンシーに所属していた、ステージユニット。

## 概要
2010年11月6日に吉本興業がプロデュースするステージユニットのオーディションが始まり、応募総数約2000通の中から3次審査を経て選び抜かれた16名で構成（実際、勝ち抜いたのは17名。しかし、その内の1名は当時の所属事務所との交渉に失敗したため、デビューを辞退した）。オーディションの模様などはテレビ東京のバラエティ番組『スター姫さがし太郎』で放送された。ユニット名は、Live（ライブ）、Active（活動的な）、Fresh（新鮮な）、Unity（団結）の頭文字を取って命名された。メンバーは、ジュノン・スーパーボーイ・コンテストファイナリスト、俳優、プロダンサー、体育教師、サラリーマン、フランス人とのハーフ、そして芸人といった様々な経歴、個性豊かなメンバーで構成され、いまだかつてないイケメンエンターテインメント集団として歌、ダンス、コントを取り入れたステージを繰り広げる。

## 略歴
2011年2月28日「L.A.F.U.」のお披露目会見が行われた。同年4月2日に、渋谷・ヨシモト∞ホールにてデビュー公演「初めまして、L.A.F.U.です」が開催された。同年8月には、大阪・名古屋へのツアーを実施し、渋谷以外にも活動範囲を広げている。
2013年7月6日付で「G.Mee（佐藤洋平）」が一身上の都合により、ユニットを脱退し、芸能界を引退することがオフィシャルブログで発表された。
2014年6月9日「ユーキ（森田優基）」「Kan（臼杵寛）」「りょう（河崎良侑）」が6月22日にユニットを卒業することがオフィシャルブログで発表された。
2015年3月27日、ライブ「『L.A.F.U.!!』～完売しなかったら解散!?～」が開催され、チケットが完売しなければ解散、完売すれば、全国ツアーが決定、というユニットの存続をかけたライブであったが、結果は見事完売。
2015年5月27日付で「大将（福井大将）」「Kei（阿部啓太郎）」が一身上の都合により、ユニットを脱退し、よしもとクリエイティブ・エージェンシーを辞めることがオフィシャルブログて発表された。
2016年4月15日付で、リーダーの「ヒロ（北見寛明）」の不祥事が発覚し、よしもとクリエイティブ・エージェンシーを解雇された。
2016年8月1日、9月1日のライブをもって解散することがオフィシャルブログにて発表された。

## メンバー
| 愛称       | 名前                                 | 生年月日（年齢）      | 出身地         | 備考                                                                          |
| ---------- | ------------------------------------ | --------------------- | -------------- | ----------------------------------------------------------------------------- |
| sori       | 反橋宗一郎 （そりはし そういちろう） | 1987年9月18日（37歳） | 神奈川県       | 「アンフィニ」として活動                                                      |
| タケ       | 竹村仁志 （たけむら ひとし）         | 1987年9月9日（37歳）  | 愛知県         |                                                                               |
| ムラジュン | 村潤之介 （むら じゅんのすけ）       | 1986年6月5日（38歳）  | 富山県         | お笑いコンビ「てのりタイガー」として活動                                      |
| なる       | 山川就史 （やまかわ なるふみ）       | 1992年2月12日（33歳） | 福岡県         |                                                                               |
| YU         | 細川優 （ほそかわ ゆう）             | 1986年8月24日（38歳） | 埼玉県         | ダンサー、帰国子女                                                            |
| てっぺー   | 細野哲平 （ほその てっぺい）         | 1986年6月20日（38歳） | 埼玉県         | お笑いコンビ「ありがとう」、K-POPカバーダンス集団「マッコリーズ」として活動。 |
| みずき     | 渡瀬瑞基 （わたせ みずき）           | 1991年2月6日（34歳）  | 長野県         | お笑いコンビ「てのりタイガー」として活動                                      |
| ジャン     | 柏瀬崇弘 （かしわせ たかひろ）       | 1989年7月5日（35歳）  | フランス・パリ | お笑いコンビ「ギャルソン」として活動                                          |
| TACKT      | 久保田拓人 （くぼた たくと）         | 1986年7月15日（38歳） | 熊本県         | お笑いコンビ「フランクリン」を経て「Everybody」として活動                     |

### 元メンバー
| 愛称   | 名前                             | 生年月日（年齢）       | 出身地   | 脱退・卒業日  | 備考 |
| ------ | -------------------------------- | ---------------------- | -------- | ------------- | --- |
| G.Mee  | 佐藤洋平 （さとう ようへい）     | 1980年11月1日（44歳）  | 北海道   | 2013年 7月6日 | 第17回ジュノン・スーパーボーイ・コンテスト の最終選考に出場。東京NSC13期生。 2012年までお笑いコンビ「モッキンバード」として活動。2022年3月からお笑いトリオ「リッチモン」として活動。 吉本芸人アイドルユニット「KABUTO」に参加。 副リーダー、元「アンフィニ」 卒業と同時に芸能界引退 |
| ユーキ | 森田優基 （もりた ゆうき）       | 1988年6月24日（36歳）  | 北海道   | 2014年6月22日 | 「アンフィニ」として活動 |
| Kan    | 臼杵寛 （うすき かん）           | 1991年3月30日（33歳）  | 大阪府   | 2014年6月22日 | 「アンフィニ」として活動 （元お笑いコンビ「dボタン」） |
| りょう | 河崎良侑 （かわさき りょうすけ） | 1988年10月3日（36歳）  | 静岡県   | 2014年6月22日 | |
| 大将   | 福井大将 （ふくい たいしょう）   | 1986年2月12日（39歳）  | 京都府   | 2015年5月27日 | 元体育教師 元「アンフィニ」 |
| Kei    | 阿部啓太郎 （あべ けいたろう）   | 1987年12月22日（37歳） | 神奈川県 | 2015年5月27日 | ダンサー。 UK Bboy champions ship 2008関東予選 Best4 UK Bboy champions ship 2008全国大会 Best8 |
| ヒロ   | 北見寛明 （きたみ ひろあき）     | 1983年6月25日（41歳）  | 新潟県   | 2016年4月15日 | リーダー。不祥事で解雇。 （元お笑いコンビ「ベイビーギャング」） |

## ディスコグラフィ

### 配信限定シングル
|     | 発売日         | タイトル         |
| --- | -------------- | ---------------- |
| 1st | 2011年6月22日  | Wonderland       |
| 2nd | 2011年7月16日  | Still in love    |
| 3rd | 2011年12月31日 | 勘違いドリーマー |

## テレビ出演
- 爆笑そっくりものまね紅白歌合戦スペシャル（2011年9月27日、12月31日、2012年3月24日、9月21日、2013年2月1日、10月29日、フジテレビ）
  - 2011年9月27日 - BIGBANG「ガラガラ GO!!」
  - 2011年12月31日 - BIGBANG「TONIGHT」
  - 2012年2月24日 - EXILE「Rising Sun」（ダンサー）
  - 2012年3月24日 - EXILE「I Wish For You」（ダンサー）、2PM「I'm your man」
  - 2012年9月21日 - EXILE「Choo Choo TRAIN」（ダンサー）
  - 2013年2月1日 - EXILE「Rising Sun」（ダンサー）
  - 2013年10月29日 - EXILE「Rising Sun」（ダンサー）、BIGBANG「FANTASTIC BABY」